# Elis Cedergren
Elis Ludvig Cedergren, född 28 mars 1832 i Kristianstad, Kristianstads län, död 22 januari 1878 i Söderhamn, Gävleborgs län var en svensk lantmätare.
Cedergren var fanjunkare vid Norra skånska infanteriregementet i Kristianstad, men började som lantmäterielev. Han blev vice kommissionslantmätare i Gävleborgs län 1870 och stadsingenjör i Söderhamns stad 1875. Han utarbetade tillsammans med arkitekten Petter Georg Sundius en ny byggnadsordning för Söderhamn, vilken fastställdes den 26 maj 1875. Den 20 april samma år hade även Kungl. Maj:ts befallningshavande fastställt en omfattande brandordning för Söderhamns stad, men dessa åtgärder kom tydligen för sent, ty redan den 22 juli 1876 hemsöktes staden av en förödande stadsbrand, den största olycka som drabbat staden sedan rysshärjningarna 1721.